# Sela pri Dragatušu
Sela pri Dragatušu este o localitate din comuna Črnomelj, Slovenia, cu o populație de 72 de locuitori.